# NGC 534
NGC 534 je galaksija u zviježđu Kipar.

## Vanjske poveznice
- SEDS: NGC 0534